# Ґожебондз (Кошалінський повіт)
Ґожебондз (пол. Gorzebądz) — село в Польщі, у гміні Сянув Кошалінського повіту Західнопоморського воєводства.
Населення — 114 осіб (2011).
У 1975-1998 роках село належало до Кошалінського воєводства.

## Демографія
Демографічна структура станом на 31 березня 2011 року:
|          | Загалом | Допрацездатний вік | Працездатний вік | Постпрацездатний вік |
| -------- | ------- | ------------------ | ---------------- | -------------------- |
| Чоловіки | 58      | 7                  | 38               | 13                   |
| Жінки    | 56      | 12                 | 30               | 14                   |
| Разом    | 114     | 19                 | 68               | 27                   |